# US Open 1969 (golf)
Het US Open van 1969 werd gespeeld van 12-15 juni en vond plaats op de Cypress Creek Course van de Champions Golf Club in Houston, Texas. De club werd in 1967 gebruikt voor de Ryder Cup.
Winnaar was de Amerikaan Orville Moody, die hiermee zijn enige overwinning op de Amerikaanse PGA Tour behaalde. De 35-jarige Moody speelde zijn eerste seizoen op de Amerikaanse Tour en had zich via de lokale en regionale kwalificatietoernooien geplaatst, en hij won, een unicum dat ruim 45 jaar niet meer voorkwam. Moody bleef veel beroemde spelers voor zoals de voormalige winnaars Gary Player (1965), Billy Casper (1966), Jack Nicklaus (1962, 1965) en Arnold Palmer (1960).
| Nr  | Speler         | Score           | Score | Prijzengeld ($) |
| --- | -------------- | --------------- | ----- | --------------- |
| 1   | Orville Moody  | 71-70-68-72=281 | +1    | 30.000          |
| T2  | Deane Beman    | 68-69-73-72=282 | +2    | 11.000          |
| T2  | Al Geiberger   | 68-72-72-70=282 | +2    | 11.000          |
| T2  | Bob Rosburg    | 70-69-72-71=282 | +2    | 11.000          |
| 5   | Bob Murphy     | 66-72-74-71=283 | +3    | 7.000           |
| T6  | Miller Barber  | 67-71-68-78=284 | +4    | 5.000           |
| T6  | Bruce Crampton | 73-72-68-71=284 | +4    | 5.000           |
| T6  | Arnold Palmer  | 70-73-69-72=284 | +4    | 5.000           |
| 9   | Bunky Henry    | 70-72-68-75=285 | +5    | 3.500           |
| T10 | George Archer  | 69-74-73-70=286 | +6    | 2.800           |
| T10 | Bruce Devlin   | 73-74-70-69=286 | +6    | 2.800           |
| T10 | Dave Marr      | 75-69-71-71=286 | +6    | 2.800           |

1895 ·
1896 ·
1897 ·
1898 ·
1899 ·
1900 ·
1901 ·
1902 ·
1903 ·
1904 ·
1905 ·
1906 ·
1907 ·
1908 ·
1909 ·
1910 ·
1911 ·
1912 ·
1913 ·
1914 ·
1915 ·
1916 ·
1917 · 
1918 · 
1919 ·
1920 ·
1921 ·
1922 ·
1923 ·
1924 ·
1925 ·
1926 ·
1927 ·
1928 ·
1929 ·
1930 ·
1931 ·
1932 ·
1933 ·
1934 ·
1935 ·
1936 ·
1937 ·
1938 ·
1939 ·
1940 ·
1941 ·
1942 ·
1943 · 
1944 ·
1945 ·
1946 ·
1947 ·
1948 ·
1949 ·
1950 ·
1951 ·
1952 ·
1953 ·
1954 ·
1955 ·
1956 ·
1957 ·
1958 ·
1959 ·
1960 ·
1961 ·
1962 ·
1963 ·
1964 ·
1965 ·
1966 ·
1967 ·
1968 ·
1969 ·
1970 ·
1971 ·
1972 ·
1973 ·
1974 ·
1975 ·
1976 ·
1977 ·
1978 ·
1979 ·
1980 ·
1981 ·
1982 ·
1983 ·
1984 ·
1985 ·
1986 ·
1987 ·
1988 ·
1989 ·
1990 ·
1991 ·
1992 ·
1993 ·
1994 ·
1995 ·
1996 ·
1997 ·
1998 ·
1999 ·
2000 ·
2001 ·
2002 ·
2003 ·
2004 ·
2005 ·
2006 ·
2007 ·
2008 ·
2009 ·
2010 ·
2011 ·
2012 ·
2013 ·
2014 ·
2015 ·
2016 ·
2017 ·
2018 ·
2019 ·
2020 ·
2021